# Captain Cook und seine singenden Saxophone
Pour les articles homonymes, voir Cook.
Captain Cook und seine singenden Saxophone est un groupe instrumental de schlager allemand.

## Histoire
En 1993, le compositeur et producteur Günther Behrle lance le groupe. Il joue dans le style de Billy Vaughn de nouvelles versions instrumentales de succès du schlager et des musiques populaires des années 1950 à nos jours avec le saxophone comme instrument majeur.
Le groupe de sept membres dont trois saxophonistes change souvent de membres. Il devient connu au milieu des années 2000. En 2005, après sa deuxième participation au Grand Prix der Volksmusik, l'album se classe parmi les meilleures ventes. Les albums Mandolinen und Mondschein, Santa Lucia et Weltreise se vendent à 100 000 exemplaires.
Outre des reprises, le groupe interprète les compositions de Günther Behrle. Après que le chanteur Freddy Paulheim participe à des titres en 2004, depuis 2006, son répertoire comprend parfois des œuvres chantées.

## Discographie
- Captain Cook und seine singenden Saxophone (1993, Electrola (EMI))
- Traummelodien Folge 02 (1995, Electrola (EMI))
- Wenn die Sehnsucht nicht wär'  (1999, Koch Universal)
- Der weiße Mond von Maratonga (2003, Koch Universal)
- Bist du einsam heut Nacht (2004, Koch Universal)
- Ich denk' so gern an Billy Vaughn (2005, Koch Universal)
- Du bist mein erster Gedanke (2005, Koch Universal)
- Tanze mit mir in den Morgen (2006, Koch Universal)
- White Christmas (2006, Koch Universal)
- Mandolinen und Mondschein (2007, Koch Universal)
- Du bist nicht allein (2008, Koch Universal)
- Da tanzten wir zu Billy Vaughn (2008, Koch Universal)
- Steig in das Traumboot der Liebe (DVD, 2008, Koch Universal)
- Ein bisschen Spaß muss sein (2009, Ariola)
- Nachts in Rom (2010, Ariola)
- Sentimental Journey (2012)
- Dieter Thomas Heck präsentiert: 20 Jahre Captain Cook und seine singenden Saxophone - die deutsche Schalgerhitparade (2013)
- Die große Westernparty (2014)
- Das große Wunschkonzert (2015)
- Wie ein Stern (2015)